# Велико Чрнело
Велико Чрнело (словен. Veliko Črnelo) је насељено место у општини Иванчна Горица, Средњесловенска регија, Словенија.

## Историја
До територијалне реорганизације у Словенији било је у саставу старе општине Гросупље.

## Становништво
У попису становништва из 2011. године, Велико Чрнело је имало 86 становника.
| Број становника према пописима | Број становника према пописима | Број становника према пописима |
| ------------------------------ | ------------------------------ | ------------------------------ |
| 1991                           | 2002                           | 2011                           |
| 59                             | 73                             | 86                             |